# Béhanzin

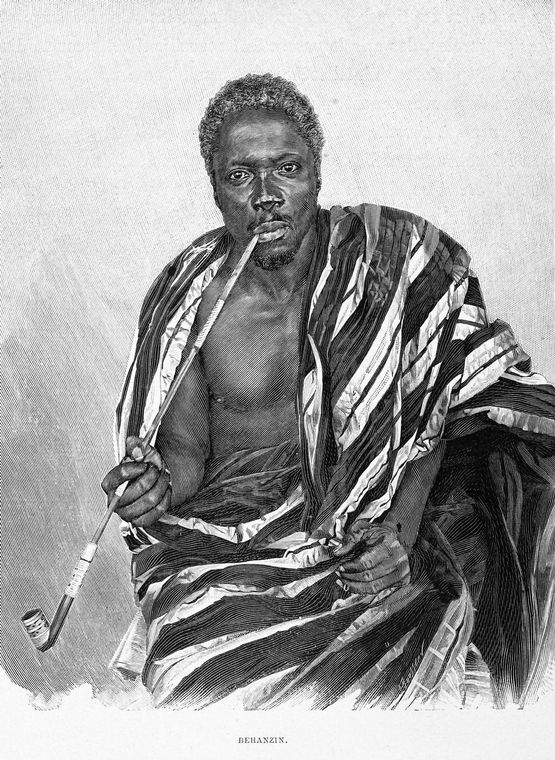
Béhanzin (1895)

Béhanzin (ook gespeld als Gbêhanzin of Gbèhanzin, tussen 1838 en 1845 - Algiers, 10 december 1906) was van 1889 tot 1894 koning van het West-Afrikaanse koninkrijk Dahomey in het huidige Benin. Na zijn militaire nederlaag tegen Frankrijk werd Dahomey een Franse kolonie en Béhanzin bracht de rest van zijn leven in gevangenschap door.

## Biografie

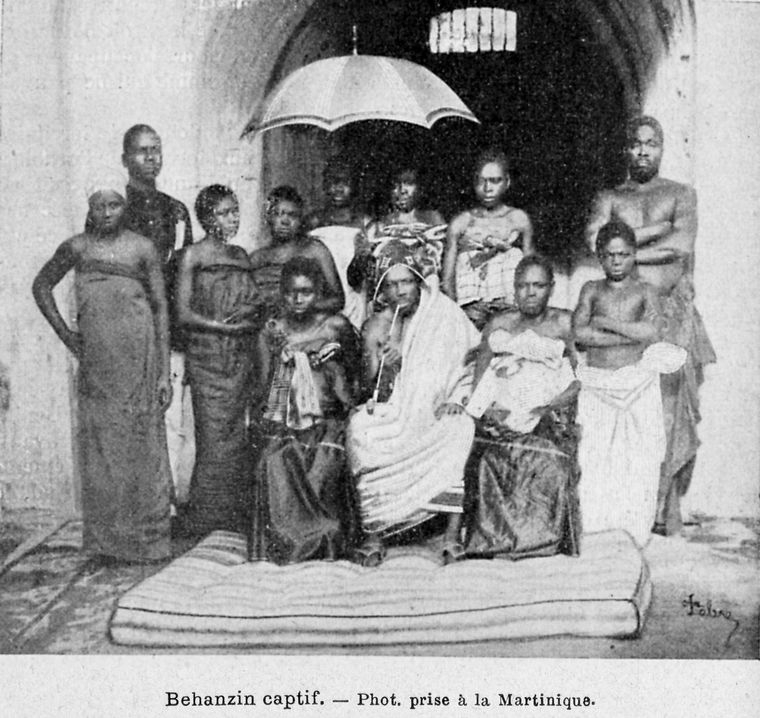
Béhanzin met zijn familie in ballingschap (omstreeks 1902)

Hij werd geboren als Ahokponou tussen 1838 en 1845 als zoon van koning Glélé van Dahomey. In 1875 werd hij door de koning aangeduid als kroonprins en kreeg de naam Kondo. In de laatste regeringsjaren van zijn vader was de relatie met de Fransen, die de kuststreek van Cotonou en Porto-Novo koloniseerden, sterk verslechterd. In 1889 trok Kondo met het leger van Dahomey op naar Cotonou. Glélé was toen al stervende. Kondo dwong de Franse afgevaardigde Jean-Marie Bayol om het verdrag van Ouidah van 1878 te herroepen. Op 29 december 1889 overleed koning Glélé en Kondo volgde hem op als koning Béhanzin. Hij bereidde onmiddellijk zijn leger voor op een nieuwe strijd tegen de Fransen. Maar de Fransen kregen in februari 1890 versterkingen. De aanval op Cotonou (4 maart) werd afgeslagen en het leger van Dahomey, geleid door de koning zelf, wist ook Porto-Novo niet te veroveren (19 april). Op 30 oktober werd in Ouidah een nieuw verdrag gesloten. De ceremonie ging gepaard met een gevangenenruil. Dahomey erkende het Frans protectoraat over Porto-Novo in ruil voor de betaling van een jaarlijks tribuut van 20.000 francs. 
Beide partijen bereidden zich echter voor op een nieuwe strijd. Béhanzin beschikte over 15.000 mannelijke krijgers en 5.000 amazones. Verder beschikte zijn leger over 5.000 moderne Europese geweren, enkele kanonnen en enkele instructeurs uit Duitsland en België. De Franse vloot legde een blokkade voor de kust om verdere wapenleveringen aan Dahomey te verhinderen. Het Franse leger onder leiding van kolonel Alfred Dodds kreeg bijkomende versterkingen en viel begin 1892 Dahomey binnen. Na gevechten bij Dogba en Pokissa kwam het op 4 november tot een grote veldslag waarbij het leger van Dahomey verpletterend werd verslagen. Er vielen ongeveer 4.000 doden en 8.000 gewonden. Op 16 november marcheerde het Franse leger de hoofdstad Abomey binnen. Béhanzin probeerde te onderhandelen en leverde geweren en kanonen in. Dit mislukte en Béhanzin sloeg op de vlucht. In januari 1894 werd hij gevangen genomen en hij werd met vier van zijn vrouwen en enkele kinderen afgevoerd in gevangenschap. Hij verbleef eerst op Martinique en vanaf 1906 in Algerije, waar hij na enkele maanden overleed.
In 1928 werd zijn stoffelijk overschot teruggebracht naar Dahomey waar het met koninklijk eerbetoon in Djimè werd begraven.

## Nationale held
In 1975 werd Béhanzin uitgeroepen tot nationale held, net als Kaba en Bio Guera, twee stamleiders uit het noorden van Benin die in opstand kwamen tegen de Franse kolonisatie. Dit kaderde in de antikoloniale politiek van de toenmalige communistische regering van Benin.

## In fictie
- Gbêhanzin, le rêve inachevé, film van André Marie Johnson (2007)[5]
- Gbèhanzin, strip van Constantin Adadja (tek.), Florent Couao-Zotti en Sonia Houénoudé Couao-Zotti (sc.) (2016)[6]